# 松宮麻衣子 しあわせのカンヅメ
松宮麻衣子 しあわせのカンヅメ（まつみやまいこ しあわせのかんづめ）は、朝日放送（ABC）ラジオで1997年4月12日（実際は13日）から11月29日（同30日）まで毎週土曜深夜24:40～25:00（日曜未明0:40～1:00）に放送された番組。略称は「しあカン」。
パーソナリティーは松宮麻衣子。オンエア期間途中の7月に芸名を本名の松宮麻衣子から松田未羽（まつだみう）に改名されたため、タイトルも「松田未羽 しあわせのカンヅメ」に変更された。
内容はTBSラジオで放送された「ミッドナイト☆パーティー」「ウィークエンド・ミッドナイト☆パーティー」の松宮麻衣子が担当していた枠をそのまま踏襲している。松宮麻衣子は1994年3月から3年間、「ミッドナイト☆パーティー」（1994年3月～1995年9月）、「ウィークエンド・ミッドナイト☆パーティー」（1995年10月～1996年3月）、「次はオレらだ!東京爆裂DJ」（1996年4月～1997年3月）とTBSラジオをメインにしゃべり続けたものの松宮麻衣子担当コーナーを含めた番組の終了に伴い、これがそのままABCラジオに移ったことになる（ちなみにTBSラジオの松宮担当番組は関西では放送されていないがTBSラジオまたは関西に近い岡山の山陽放送で聴取可能だった）。
松宮麻衣子が突然休業（事実上の引退）したため、11月いっぱいで打ち切った。

## 主なコーナー
- オープニングコーナー

（変わった食べ物を食べさせる企画で、ウィークエンドミッドナイト☆パーティーに松宮が担当した「あのねそれはね」のオープニングでも中盤までやっていた）
- 四字熟語作成塾
- ショートエッセイ（ミッドナイト☆パーティーの担当枠時代から続いており、エンディングの前に行う）